# Moga (plaats)
Moga is een bestuurslaag in het regentschap Pemalang van de provincie Midden-Java, Indonesië. Moga telt 8060 inwoners (volkstelling 2010).